# 윤종현
윤종현(2005년 2월 23일~)는 대한민국의 프리스타일 스키 선수로 주 종목은 슬로프스타일과 빅 에어이다. 2025년 동계 아시안 게임에서 남자 슬로프스타일 은메달을 획득했다.

## 경력
윤종현은 중학생 시절인 2019년에 대한민국 프리스타일 국가대표로 발탁되었다.
2023년 2월 조지아 바쿠리아니에서 열린 2023년 세계 선수권 대회에 대한민국 국가대표로 참가했고 슬로프스타일 부문 39위를 기록했다.
2025년 1월 윤종현은 이탈리아 토리노에서 열린 2025년 세계 대학 경기 대회에 참가했고 슬로프스타일과 빅 에어 모두 5위에 올랐다. 같은 해 2월에는 중화인민공화국 하얼빈에서 열린 2025년 동계 아시안 게임에 참가했다. 그는 슬로프스타일에서 6위를 했고 빅 에어 부문에서 일본의 가사무라 라이의 뒤를 이어 은메달을 획득했다.